# Magnus Okuonghae
Magnus Erharuyi Okuonghae (16 tháng 2 năm 1986) là một hậu vệ người Nigeria. Hiện anh đang thi đấu cho Colchester United F.C.và cũng là đội trưởng của Colchester United F.C..